# NWA North American Heavyweight Championship
Con NWA North American Heavyweight Championship si intendono una serie di titoli di wrestling che sono stati promossi per con lo stesso nome, utilizzati da diverse federazioni affiliate alla National Wrestling Alliance (NWA) a partire dal 1957. Nel corso degli anni la NWA ha riconosciuto un totale di 8 titoli con questo nome.

## Storia
Il primo a fregiarsi del titolo di North American Heavyweight Champion fu Danny McShain, che lottava nei territori di Georgia e Florida, nel 1956, Non è certo che si tratti della versione poi promossa stabilmente da quei territori a partire dal 1973, ma questi primi regni vengono riconosciuti come parte di quella versione del titolo.
Il primo territorio a promuovere stabilmente una sua versione del titolo fu invece quello di Amarillo, che nel dicembre 1956 iniziò a promuovere Jim Wright come campione, utilizzando probabilmente la stessa cintura che utilizzava McShain in Georgia; tuttavia Wright è riconosciuto come campione inaugurale di questa versione del titolo.Questa fu ritirata nel 1969 e sostituita dal NWA Western States Heavyweight Championship, che rimase attivo fino al 1981.
Nel 1968 Il territorio di Cleveland iniziò a promuovere Johnny Powers, fino ad allora detentore di un generico Canadian Championship come campione nordamericano, dando vita alla sua versione del titolo, che a partire dal 1970 iniziò ad essere annunciata in più occasioni come NWF North American Heavyweight Championship. Il territorio cessò le attività nel 1974, ma il titolo fu difeso in Ohio fino al 1975 e in Giappone a partire dal 1979, dove fu ritirato solo nel 1981.
Contemporaneamente a quanto successo a Cleveland, nel 1968 anche la Stampede Wrestling, federazione attiva a Calgary, assegnò un suo titolo nordamericano, rendendo Archie Gouldie il suo campione inaugurale. Il titolo non ebbe mai ufficialmente la dicitura NWA, ma fu promosso come tale in alcune occasioni, prima di essere disattivato con la chiusura della federazione nel 1989.
Sempre nel 1968 anche alle Hawaii si iniziò a promuovere una versione del titolo, disattivata una prima volta nel 1973 e definitivamente nel 1978 per essere sostituita dal NWA Pacific International Heavyweight Championship.
Nel 1969 fu la volta del territorio del Mid-South, che assegnò la sua versione del titolo a Chuck Karbo, riconoscendolo come vincitore di un torneo mai realmente disputato. Questa versione del titolo fu disattivata nel 1986, quando il territorio lasciò la NWA per convogliare nella Universal Wrestling Federation e riconoscerne l'UWF World Heavyweight Championship.
In Canada nel 1969 entrò in vigore una nuova versione della cintura, promossa dalla Eastern Sports Association e poi ripresa da altre federazioni minori, che continuarono a promuoverla fino al 1984.
Nel 1973 la Florida e la Georgia iniziarono a promuovere regolarmente la loro versione del titolo, riconoscendo come precedenti regni anche quelli di McShain nel 1956, ma questa versione fu unificata nel 1975 all'interno della versione Mid-South.
Nel 1994, quando tutte le altre versioni del titolo erano già cessate, i consiglio stesso della NWA iniziò a promuovere un'ottava versione, considerandolo come suo titolo secondario alle spalle del solo NWA World Heavyweight Championship e venendo difesa tra tutti i territori statunitensi. Questa versione terminò nel 2017, quando la NWA fu acquisita dalla Lightning One e terminò le collaborazioni con tutti i territori.

## Versioni del titolo
| Data creazione | Data cessazione | Territorio      | Modalità di termine                                                     |
| -------------- | --------------- | --------------- | ----------------------------------------------------------------------- |
| 1956           | 1969            | Amarillo        | Sostituito dal NWA Western States Heavyweight Championship              |
| 1968           | 1981            | Cleveland       | Chiusura del territorio                                                 |
| 1968           | 1989            | Calgary         | Chiusura del territorio                                                 |
| 1968           | 1978            | Hawaii          | Sostituito dal NWA Pacific International Heavyweight Championship       |
| 1969           | 1986            | Mid-south       | Abbandono della NWA e sostituito dal UWF World Heavyweight Championship |
| 1969           | 1984            | Maritimes       | Chiusura del territorio                                                 |
| 1973           | 1975            | Florida/Georgia | Unificata all'interno della versione Mid-south                          |
| 1994           | 2017            | Post-1993       | Fine dell'era dei territori                                             |